# Wielersport op de Olympische Zomerspelen 1996/mountainbike vrouwen
De fietsdiscipline mountainbike maakte voor het eerst deel uit van het olympisch programma, en beleefde zijn debuut bij de Olympische Zomerspelen 1996. De vrouwenwedstrijd vond plaats op dinsdag 30 juli 1996 in het Georgia International Horse Park in Conyers, vijftig kilometer ten oosten van Atlanta. Het parcours bestond uit een vier ronden, met een totale afstand van 31,8 kilometer. De wedstrijd werd gewonnen door de Italiaanse Paola Pezzo, die na elf kilometer de leiding had genomen in de race. De wereldkampioene van 1993 had op de streep ruim één minuut voorsprong op de nummer twee, de Canadese Alison Sydor, die in 1996 vijf van de zes wereldbekerwedstrijden had gewonnen. In totaal stonden 29 rensters aan de start. Twee van hen stapten voortijdig af.

## Uitslag
| №              | Naam                | Land | Tijd     | Verschil |
| -------------- | ------------------- | ---- | -------- | -------- |
| Goud           | Paola Pezzo         | ITA  | 01:50:51 | —        |
| Zilver         | Alison Sydor        | CAN  | 01:51:58 | +01:07   |
| Brons          | Susan DeMattei      | USA  | 01:52:36 | +01:45   |
| 4              | Gunn Rita Dahle     | NOR  | 01:53:50 | +02:59   |
| 5              | Elsbeth Vink        | NED  | 01:54:38 | +03:47   |
| 6              | Annabella Stropparo | ITA  | 01:55:56 | +05:05   |
| 7              | Regina Marunde      | GER  | 01:57:21 | +06:30   |
| 8              | Kathy Lynch         | NZL  | 01:57:40 | +06:49   |
| 9              | Eva Orvošová        | SVK  | 01:57:56 | +07:05   |
| 10             | Juli Furtado        | USA  | 01:58:32 | +07:41   |
| 11             | Laurence Leboucher  | FRA  | 01:59:00 | +08:09   |
| 12             | Daniela Gassmann    | SUI  | 01:59:11 | +08:20   |
| 13             | Lesley Tomlinson    | CAN  | 02:01:04 | +10:13   |
| 14             | Alla Yepifanova     | RUS  | 02:01:35 | +10:44   |
| 15             | Mary Grigson        | AUS  | 02:02:38 | +11:47   |
| 16             | Silvia Fürst        | SUI  | 02:03:04 | +12:13   |
| 17             | Erica Green         | RSA  | 02:03:06 | +12:15   |
| 18             | Kateřina Neumannová | CZE  | 02:04:03 | +13:12   |
| 19             | Kateřina Hanušová   | CZE  | 02:04:05 | +13:14   |
| 20             | Laura Blanco        | ESP  | 02:04:20 | +13:29   |
| 21             | Lenka Ilavská       | SVK  | 02:04:43 | +13:52   |
| 22             | Deb Murrell         | GBR  | 02:04:44 | +13:53   |
| 23             | Kanako Tanikawa     | JPN  | 02:05:44 | +14:53   |
| 24             | Sandra Temporelli   | FRA  | 02:06:57 | +16:06   |
| 25             | Gao Hongying        | CHN  | 02:09:08 | +18:17   |
| 26             | Silvia Rovira       | ESP  | 02:09:17 | +18:26   |
| 27             | Nadezhda Pashkova   | RUS  | 02:16:36 | +25:45   |
| Niet gefinisht |                     |      |          |          |
| —              | Caroline Alexander  | GBR  | DNF      | —        |
| —              | Sandra Ambrosio     | ARG  | DNF      | —        |